# 崔沆 (唐朝)
崔沆（？—881年），字內融，唐朝博陵（今河北安平）人，宰相崔鉉子。

## 生平
唐懿宗咸通十三年（872年），中書舍人崔沆的從妹夫殷裕告發郭淑妃之弟內作坊使郭敬述的荒淫隱私，懿宗怒，杖殺殷裕，崔沆被貶循州司馬，不懂循州方言，“時循人稀可與言者”，唯與鄭隱友好。
唐僖宗乾符元年（874年）被召還，復為中書舍人。後以戶部侍郎同中書門下平章事。不久改中書侍郎，兼工部尚書。
乾符二年（875年），任主考官，有個叫崔瀣的考生被錄取。期後崔瀣升官特快，待遇亦與眾不同。時人譏他們為“座主門生，沆瀣一氣”。但他們沒有營私舞弊，只是碰巧同姓，而「沆」和「瀣」合起來有夜間露氣的意思。
中和元年（881年），黃巢軍進入長安，張直方冒險收留崔沆、豆盧瑑等人。事泄，黃巢怒誅張直方三族。崔沆等人皆為黃巢所殺。